# 파종성 혈관내 응고
파종성 혈관 내 응고(Disseminated intravascular coagulation, DIC, 전신성 혈관 내 응고)는 여러 질병으로 인해 혈액 응고 기전이 활성화되어 광범위하게 혈전이 형성되거나 출혈을 일으키는 질환이다. 흔히 줄여서 DIC라고 부른다.
이 질환이 생길 경우 몸 전체 혈관 내부에 작은 혈전들이 형성되는데 이 혈전들이 발생함으로 인해 혈액 응고에 필요한 단백질과 혈소판을 모두 소모하게 되어 정상적인 혈액 응고 기전을 방해해 피부, 호흡기, 수술 후 상처, 위장 기관 등의 여러 곳에 비정상적인 출혈을 발생시킨다. 또한 이 작은 혈전이 신장과 같은 장기에 유입될 경우 정상적인 혈액의 흐름을 방해하여 결국 신부전까지 일으킬 수 있다.
이 질환은 급성으로 발생하나 원인에 따라 만성으로도 천천히 발생할 수 있다. 또한 다발성 장기 부전의 원인이 되어 사망까지 초래할 수 있다.

## 징후 및 증상
DIC가 발생한 사람은 일반적으로 눈에 띄는 증상을 가지고 있지는 않지만 실험실 검사로 발견할 수 있다. DIC의 감염으로 인해 갑작스런 독소 충격, 양수색전, 잠행성 또는 만성 악성종양의 생성을 일으킬 수 있다. 또한, 추가적으로 DIC는 다발성 장기 부전이나 여러 부위의 광범위한 출혈을 발생시켜 사망에 이르게 할 수도 있다.

## 원인
DIC는 다음 원인에 의해 발생할 수 있다.
- 폐암, 췌장암, 전립선암, 위암과 같은 암종, 특히 급성 골수성 백혈병(중에서도 급성 전골수성 백혈병(APL))
- 광범위한 피부 손상 : 외상, 화상, 이상 고열, 횡문근변성, 광범위한 수술 부위
- 세균이나 진균, 기생충 감염 : 그람 음성균 및 그람 양성균에 의한 패혈증[5], 수막염균(Neisseria meningitidis), 폐렴연쇄상구균(Streptococcus pneumoniae), 말라리아, 히스토플라스마증(aspergillosis), 아스페르길루스증(aspergillosis), 로키산 홍반열(Rocky Mountain spotted fever)
- 바이러스 감염 : 아레나바이러스에 의한 아르헨티나 출혈열(Argentine hemorrhagic fever) 또는 볼리비아 출혈열(Bolivian hemorrhagic fever)
- 기타 : 간 질환, 뱀에 물림, 거대 혈관종, 쇼크, 열사병, 맥관염(vasculitis), 대동맥 비대증(aortic aneurysm), 세로토닌 증후군(serotonin syndrome)[6]

## 병리 생리학

2차 지혈 응고 과정

## 진단
DIC의 진단은 하나 이상의 검사가 수행되어야 한다.
혈전증과 지혈에 대한 진단 알고리즘은 국제 사회에 의해 제안되었다. 이 알고리즘은 91% 민감도와 87% 특이성을 나타낸다. 5 이상의 점수를 나타낼 경우 DIC를 동반한다고 할 수 있으며 매일 이 점수를 매겨봐야 한다. 5 이하의 점수를 나타낼 경우는 DIC를 암시할 수 있으나 가끔씩 점수를 매겨봐도 좋다. 이 채점 기준은 DIC 진단 및 관리의 결과 향상에 사용되는 것을 권장하고 있다.
- DIC와 연관지을 수 있는 알려진 기본적 지혈 장애 (아니오 = 0점, 예 = 2점)
- 전반적인 응고 결과
  - 혈소판 개수 (100만 이상 = 0점, 100만 미만 = 1점, 50만 이하 = 2점)
  - D-다이머와 같은 섬유소 분해 산물 (증가 없음 = 0점, 증가 = 2점, 강한 증가 = 3점)
  - 프로트롬빈 시간(PT) 지연 (3초 미만 = 0점, 3초 이상 = 1점, 6초 이상 = 2점)
  - 피브리노겐 농도 ((1.0g/dL 이상 = 0, 1.0g/dL 이하 = 1)

| 상태                                    | 프로트롬빈 시간(PT) | 부분 트롬보플라스틴 시간(PTT) | 출혈 시간(BT) | 혈소판 수(Platelet count) |
| --------------------------------------- | ------------------- | ----------------------------- | ------------- | ------------------------- |
| 비타민 K 결핍증 또는 와파린 투여        | 연장                | 정상 또는 약하게 연장         | 정상          | 정상                      |
| 파종성 혈관내 응고                      | 연장                | 연장                          | 연장          | 감소                      |
| 폰빌레브란트병                          | 정상                | 연장 또는 정상                | 연장          | 정상                      |
| 혈우병                                  | 정상                | 연장                          | 정상          | 정상                      |
| 아스피린 투여                           | 정상                | 정상                          | 연장          | 정상                      |
| 혈소판 감소증                           | 정상                | 정상                          | 연장          | 감소                      |
| 간부전 초기                             | 연장                | 정상                          | 정상          | 정상                      |
| 간부전 말기                             | 연장                | 연장                          | 연장          | 감소                      |
| 요독증                                  | 정상                | 정상                          | 연장          | 정상                      |
| 선천성 무섬유소원혈증                   | 연장                | 연장                          | 연장          | 정상                      |
| V인자 결핍                              | 연장                | 연장                          | 정상          | 정상                      |
| 아밀로이드 자반병에서 보이는 X인자 결핍 | 연장                | 연장                          | 정상          | 정상                      |
| 글란즈만 혈소판 무력증                  | 정상                | 정상                          | 연장          | 정상                      |
| 베르나르-술리에 증후군                  | 정상                | 정상                          | 연장          | 감소 또는 정상            |
| XII인자 결핍                            | 정상                | 연장                          | 정상          | 정상                      |
| C1INH deficiency                        | 정상                | 단축                          | 정상          | 정상                      |

## 치료
FFP PLT
Cryoprecipitate thrombosis
Heparin

## 같이 보기
- 패혈증
- 패혈성 쇼크
- 혈액 응고 검사